# Maldivas nos Jogos Olímpicos de Verão da Juventude de 2010
As Maldivas participaram dos Jogos Olímpicos de Verão da Juventude de 2010 em Cingapura. Sua delegação foi composta por quatro atletas que competiram em três esportes.

## Atletismo
| Evento          | Atleta         | Qualificação | Qualificação | Final      | Final        |
| Evento          | Atleta         | Resultado    | Posição      | Resultado  | Posição      |
| --------------- | -------------- | ------------ | ------------ | ---------- | ------------ |
| 100 m masculino | Mohamed Sameeh | 11.44        | 19º (8º q2)  | Não largou | -- (Final C) |

## Badminton
| Atleta                 | Evento           | Fase de grupos | Fase de grupos                      | Fase de grupos                         | Fase de grupos                                      | Fase de grupos | Quartas-de-final | Semifinais  | Final       | Pos. final  |
| Atleta                 | Evento           | Grupo          | 1ª rodada                           | 2ª rodada                              | 3ª rodada                                           | Pos.           | Quartas-de-final | Semifinais  | Final       | Pos. final  |
| ---------------------- | ---------------- | -------------- | ----------------------------------- | -------------------------------------- | --------------------------------------------------- | -------------- | ---------------- | ----------- | ----------- | ----------- |
| Aishath Afnaan Rasheed | Simples feminino | G              | DEN Lene Clausen D 0-2 (2-21, 2-21) | GER Fabienne Deprez D 0-2 (5-21, 7-21) | UGA Bridget Shamim Bangi D 1-2 (21-19, 8-21, 12-21) | 4º             | Não avançou      | Não avançou | Não avançou | Não avançou |

## Natação
| Evento               | Atleta          | Qualificação    | Qualificação | Semifinais  | Semifinais  | Final       | Final       |
| Evento               | Atleta          | Resultado       | Posição      | Resultado   | Posição     | Resultado   | Posição     |
| -------------------- | --------------- | --------------- | ------------ | ----------- | ----------- | ----------- | ----------- |
| 50 m livre feminino  | Aminath Shajan  | 32.81           | 56º (7º q4)  | Não avançou | Não avançou | Não avançou | Não avançou |
| 100 m livre feminino | Aminath Shajan  | 1:15.25         | 54º (8º q2)  | Não avançou | Não avançou | Não avançou | Não avançou |
| 50 m livre masculino | Izudhaadh Ahmed | Desclassificado | -- (-- q3)   | Não avançou | Não avançou | Não avançou | Não avançou |